# Ōmura Sumihiro
Ōmura Sumihiro est un nom japonais traditionnel ; le nom de famille (ou le nom d'école), Ōmura, précède donc le prénom (ou le nom d'artiste).
Ōmura Sumihiro (大村 純熈, 4 janvier 1830-13 janvier 1882) est le 12e et dernier daimyo du domaine d'Ōmura dans la province de Hizen, Kyūshū au Japon. Son titre de courtoisie est Tango-no-kami.

## Biographie
Sumihiro naît au château de Kushima, résidence ancestrale des Ōmura à Hizen, 10e fils d'Ōmura Sumiyoshi, 10e daimyo d'Ōmura. Lorsque son frère aîné, Ōmura Sumiaki devient 11e daimyo d'Ōmura en 1846, Sumihiro est officiellement adopté comme son fils et héritier. Malade, Sumiaki se retire de ses fonctions en décembre 1846 et Sumihiro devient le 12e daimyo d'Ōmura le 21 février 1847.
Sumihiro est un dirigeant actif, intéressé à la fois par le rangaku et l'apprentissage classique, et s'intéresse à la direction que prend le pays pendant la période instable du bakumatsu. En 1862, il forme une alliance avec le domaine de Hirado voisin. Sumihiro est considéré comme un solide loyaliste Tokugawa et, en 1863, se voit confier l'importante position de Nagasaki bugyō, mais fait défection après seulement un an et devient partisan du mouvement Sonnō jōi.
Durant la guerre de Boshin de la restauration de Meiji, il commande ses forces dans le cadre de l'alliance Satchō en soutien de l'empereur Meiji et combat le reste des armées Tokugawa du Ōuetsu Reppan Dōmei dans le nord du Japon.
En juin 1868, en échange de sa loyauté envers le nouveau gouvernement, les revenus du domaine d'Ōmura sont relevés à 30 000 koku. Cependant, avec l'abolition du système han en juillet 1871, il remet sa fonction de daimyo désormais abolie au gouvernement central et est nommé gouverneur de domaine jusqu'à ce que la propriété d'Ōmura soit absorbée peu après dans la préfecture de Nagasaki.
Il reçoit le troisième rang de cour sur son lit de mort en janvier 1882, et est élevé au deuxième rang de cour à titre posthume en 1903. Sa tombe se trouve au cimetière Aoyama à Tokyo.
Son fils, Ōmura Sumio, est fait vicomte (shishaku) dans le cadre du nouveau système de pairie kazoku en 1884, puis élevé au titre de comte (hakushaku) en 1891. Cependant, comme il n'a pas de fils et adopte celui de Shimazu Tadahiro pour héritier.

## Source de la traduction
- (en) Cet article est partiellement ou en totalité issu de l’article de Wikipédia en anglais intitulé « Ōmura Sumihiro » (voir la liste des auteurs).